# كأس تونس لكرة السلة للرجال 2023–24
كأس تونس لكرة السلة للرجال 2023–24 هو الموسم رقم 66 من كأس تونس لكرة السلة للرجال.

## روابط خارجية
- الموقع الرسمي للجامعة التونسية لكرة السلة.